# داستان ترسناک آمریکایی: فرقه
داستان ترسناک آمریکایی: فرقه (به انگلیسی: American Horror Story: Cult) نام فصل هفتم از مجموعه تلویزیونی آنتولوژی سبک وحشت داستان ترسناک آمریکایی است که توسط رایان مورفی و برد فالچاک کارگردانی شده و از شبکه تلویزیونی اف‌ایکس پخش شده است.
اولین نمایش این فصل در 5 سپتامبر 2017 بود و در نوامبر 2017 نیز به پایان رسید. داستان این فصل در شهری به نام بروکفیلد هِیتس واقع در میشیگان اتفاق می افتد و درباره ی فرقه ای است که ساکنان شهر را بعداز پیروزی دونالد ترامپ در انتخابات ریاست جمهوری وحشت زده میکنند.
بازیگران بازگشته از فصل های قبل عبارتند از سارا پالسون، ایوان پیترز، شاین جکسون، جان کارول لینچ، چاز بونو، آدینا پورتر، جیمز موروسینی، اما رابرتز، مر وینینگهام، فرانسیس کانروی و جیمی بروور، همراه با بازیگران جدید بیلی لوردو آلیسون پیل.
فصل هفتم عمدتاً نقدهای مثبتی از منتقدان دریافت کرد. پالسون، پیترز و پورتر، همگی برای اجرای خود نامزدی جوایز زحل را دریافت کردند. علاوه بر این، پائولسون و پورتر به ترتیب نامزدهای بهترین بازیگر نقش اول زن و بهترین بازیگر نقش مکمل زن در هفتادمین دوره جوایز پرایم تایم امی شدند در حالی که پیترز نامزد بهترین بازیگر مرد در هشتمین جوایز تلویزیونی انتخاب منتقدان شد.